# Dècada del 640 aC

## Esdeveniments
- Biblioteca d'Assurbanipal
- El pancraci esdevé esport olímpic
- Primer eclipsi de sol recollit pels grecs
- Els xinesos veuen cinc meteorits i ho registren
- Assíria derrota Elam

## Personatges destacats
- Arquíloc de Paros
- Josies